# Wapen van Ellemeet

Wapen van Ellemeet

Het wapen van Ellemeet werd op 31 juli 1817 bevestigd door de Hoge Raad van Adel aan de Zeeuwse gemeente Ellemeet. Per 1961 ging Ellemeet op in de gemeente Middenschouwen, sinds 1997 onderdeel van gemeente Schouwen-Duiveland. Het wapen van Ellemeet is daardoor definitief komen te vervallen als gemeentewapen. In het wapen van Middenschouwen is het wapen van Ellemeet vereenvoudigd opgenomen.

## Blazoenering
De blazoenering van het wapen luidde als volgt:
Zijnde van lazuur, beladen met twee golvende fassen van zilver, verzeld van chef van een zwemmende eend, mede van zilver.
De heraldische kleuren zijn lazuur (blauw) en zilver (wit). In het register van de Hoge Raad van Adel wordt geen beschrijving gegeven, wel een afbeelding.

## Geschiedenis

Heerlijkheidswapen

Het gemeentewapen van Ellemeet vormde eerder het wapen van heerlijkheid Ellemeet. Deze was vroeger eigendom van de familie De Jonge. Op het familiewapen van de tak De Jonge van Ellemeet is het heerlijkheidswapen opgenomen als hartschild. Het wapen lijkt (afgezien van de eend) sterk op het wapen van Elkerzee, alleen zijn de kleuren omgedraaid.

De eend werd overigens in de 18e eeuw toegevoegd.

## Verwante wapens

Familiewapen van het geslacht De Jonge per 1884
Wapen van Elkerzee
Wapen van Middenschouwen

Aagtekerke
· Aardenburg
· Arnemuiden
· Axel
· Baarland
· Bath
· Biervliet
· Biggekerke
· Bloois
· Bommenede
· Borssele
· Boschkapelle
· Botland
· Breskens
· Brigdamme
· Brijdorpe
· Brouwershaven
· Bruinisse
· Burgh
· Buttinge
· Cadzand
· Clinge
· Colijnsplaat
· Domburg
· Dreischor
· Driewegen
· Duiveland
· Duivendijke
· Elkerzee
· Ellemeet
· Ellewoutsdijk
· Eversdijk
· Gapinge
· Graauw en Langendam
· 's-Gravenpolder
· Grijpskerke
· Groede
· Haamstede
· 's-Heer Abtskerke
· 's-Heer Arendskerke
· 's-Heer Hendrikskinderen
· 's-Heerenhoek
· Heille
· Heinkenszand
· Hengstdijk
· Hoedekenskerke
· Hoek
· Hontenisse
· Hoofdplaat
· Hoogelande
· IJzendijke
· Kapelle
· Kats
· Kattendijke
· Kerkwerve
· Klaaskinderkerke
· Kleverskerke
· Kloetinge
· Koewacht
· Kortgene
· Koudekerke
· Krabbendijke
· Kruiningen
· Looperskapelle
· Maire
· Mariekerke
· Meliskerke
· Middenschouwen
· Nieuw- en Sint Joosland
· Nieuwerkerk
· Nieuwerkerke
· Nieuwlande
· Nieuwvliet
· Nisse
· Noordgouwe
· Noordwelle
· Oostburg
· Oosterland
· Oostkapelle
· Oost-Souburg
· Oost- en West-Souburg
· Ossenisse
· Oud-Vossemeer
· Oudelande
· Ouwerkerk
· Overslag
· Ovezande
· Philippine
· Poortvliet
· Renesse
· Rengerskerke en Zuidland
· Retranchement
· Rilland
· Rilland-Bath
· Ritthem
· Sas van Gent
· Scherpenisse
· Schoondijke
· Schore
· Serooskerke (Schouwen-Duiveland)
· Serooskerke (Veere)
· Sinoutskerke en Baarsdorp
· Sint Anna ter Muiden
· Sint-Annaland
· Sint Jansteen
· Sint Kruis
· Sint Laurens
· Sint-Maartensdijk
· Sint Philipsland
· Sirjansland
· Sluis
· Sluis-Aardenburg
· Stavenisse
· Stoppeldijk
· Valkenisse (Walcheren)
· Valkenisse (Zuid-Beveland)
· Vogelwaarde
· Vrouwenpolder
· Waarde
· Waterlandkerkje
· Wemeldinge
· West-Souburg
· Westdorpe
· Westenschouwen
· Westerschouwen
· Westkapelle
· Westkapelle-Buiten en Sirpoppekerke
· Westkerke
· Wissekerke
· Wissenkerke
· Wolphaartsdijk
· Yerseke
· Zaamslag
· Zierikzee
· Zonnemaire
· Zoutelande
· Zuiddorpe
· Zuidzande
· Zwake

Dorpswapens: Geersdijk
· Hansweert
· Kamperland